# Fonterutoli
Fonterutoli (pronunciare Fonterùtoli) è una frazione del comune italiano di Castellina in Chianti, nella provincia di Siena, in Toscana.
È situata nel cuore della zona del Chianti, lungo la Strada regionale 222 Chiantigiana poco oltre Castellina in Chianti, in direzione Siena. Da qui si gode di un panorama unico, si vedono infatti Siena e si domina sul paesaggio della Valdelsa senese.

## Storia
La località ha origini antiche tanto da essere già conosciuta ai tempi di etruschi e romani ("Fons Rutolae" e "Fons Rutilant").
Nel 998, come ricorda anche una targa posta al centro del borgo, Ottone III mise fine alle contese tra le potenti diocesi di Siena, Fiesole ed Arezzo, stabilendo confini e possessi.
Durante le guerre tra Siena e Firenze, fu sede degli accordi che posero fine alla disputa dei territori del Chianti. Si narra che secondo gli accordi, il confine dovesse essere stabilito nel punto di incontro tra un cavaliere fiorentino ed un cavaliere senese che sarebbero dovuti partire dalle rispettive città al primo canto del gallo: l'incontro tra i due cavalieri sarebbe avvenuto proprio vicino a Fonterutoli.
Il castello di Fonterutoli è proprietà della famiglia dei marchesi Mazzei che vi si stabilì fin dal 1435. Il suo aspetto non è cambiato molto nel corso dei secoli, conservando alcune costruzioni originarie. Solo il castello originario è stato sostituito dalla villa padronale alla fine del XVI secolo.

## Monumenti e luoghi d'interesse
All'interno del borgo si trovano la chiesa di San Miniato e la villa Mazzei, questa con suggestivi giardini all'italiana.

## Galleria d'immagini

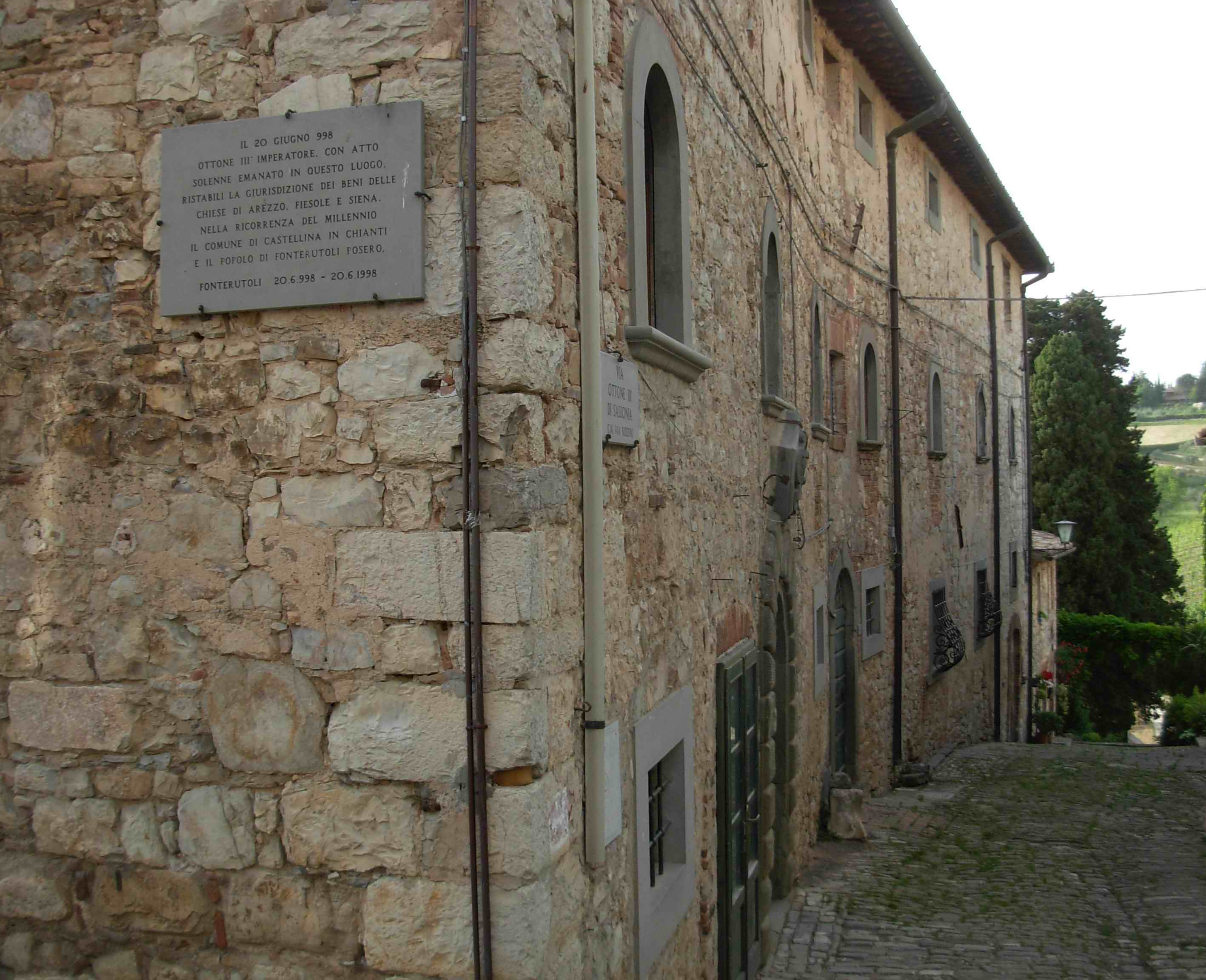
Via Ottone di Sassonia
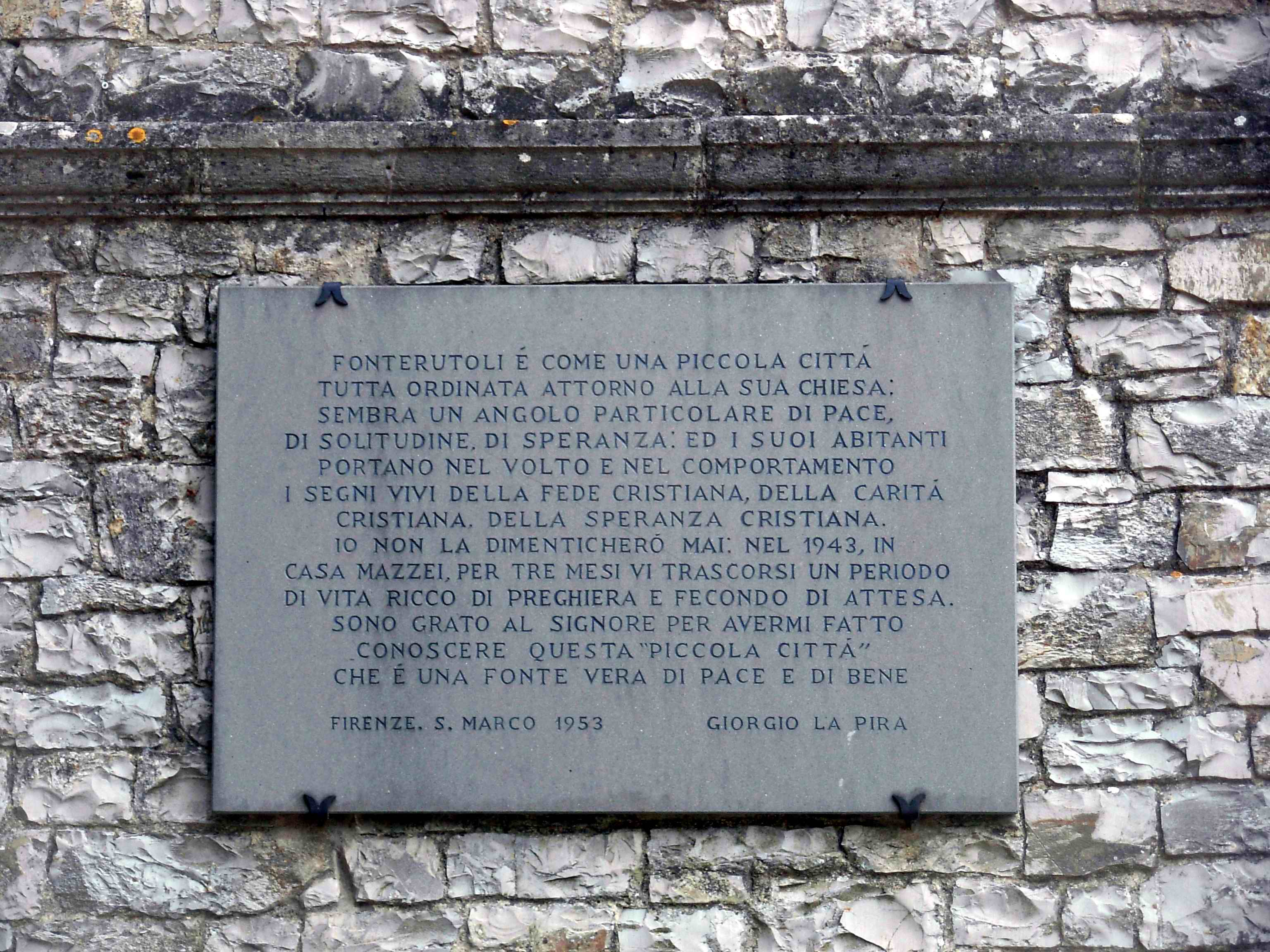
La lapide che ricorda il soggiorno di Giorgio la Pira
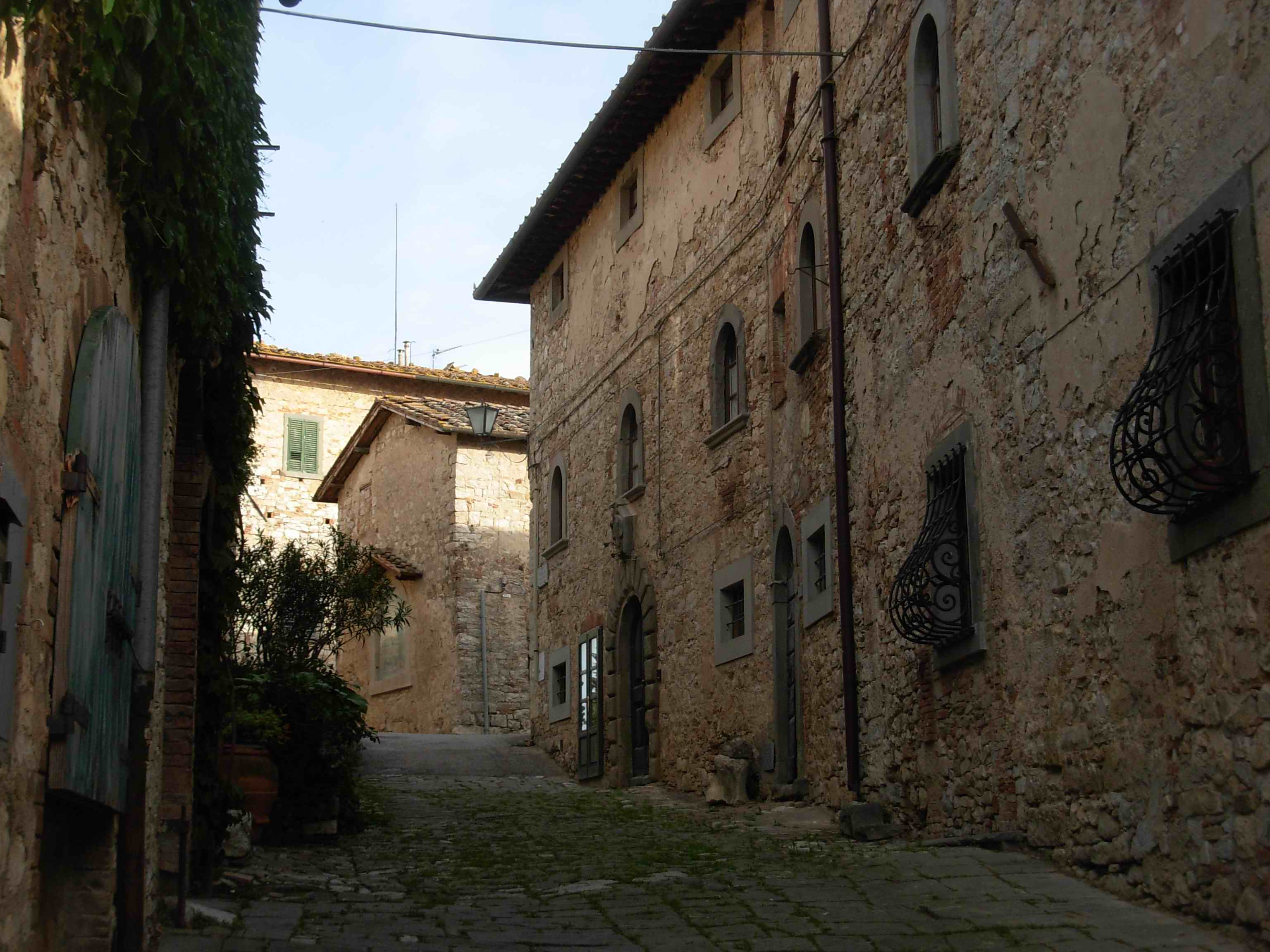
Via Ottone di Sassonia
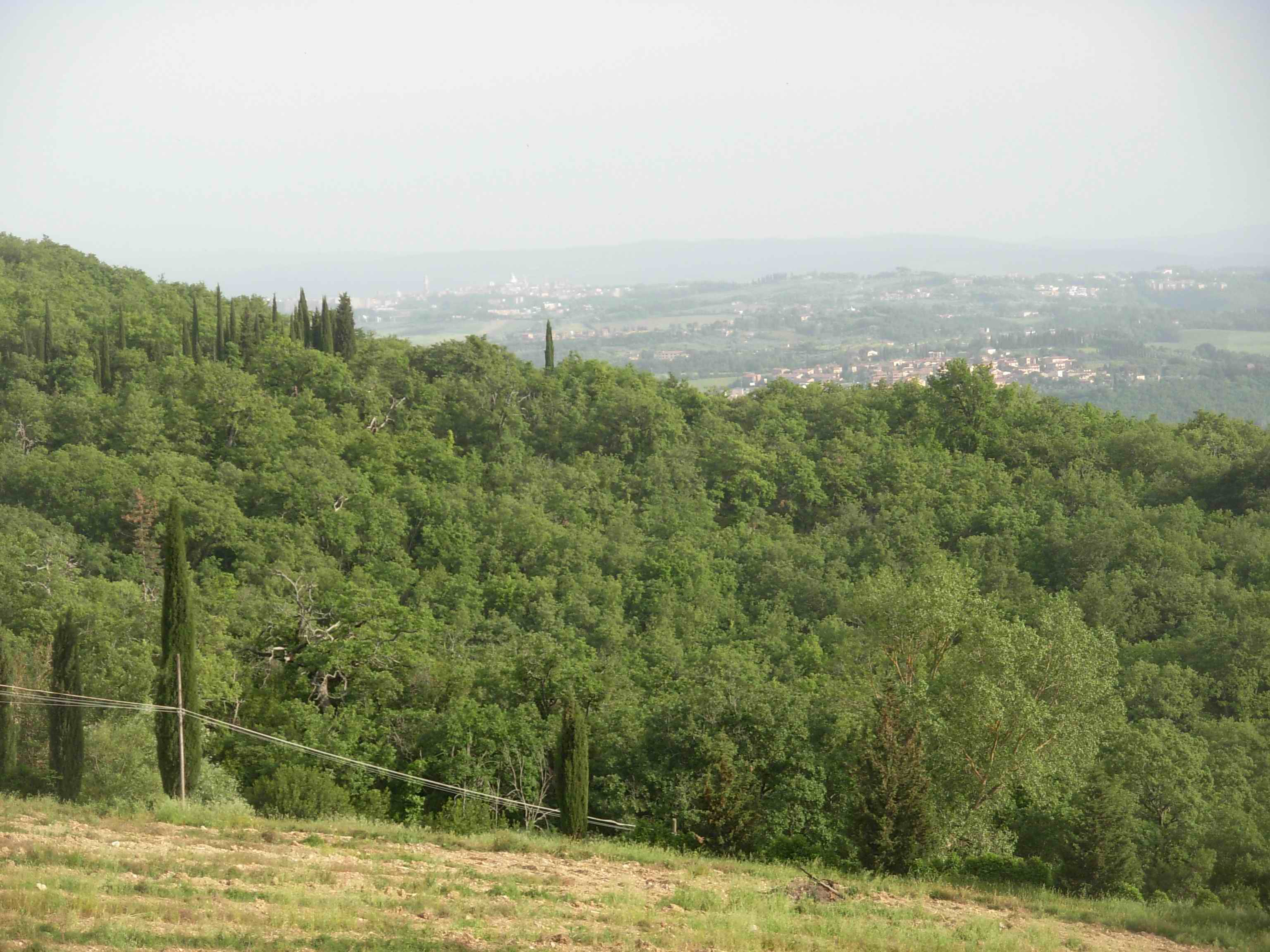
uno scorcio panoramico da Fonterutoli: sullo sfondo Siena